# Pedinothorax
Pedinothorax is een geslacht van rechtvleugeligen uit de familie sabelsprinkhanen (Tettigoniidae). De wetenschappelijke naam van dit geslacht is voor het eerst geldig gepubliceerd in 1954 door Max Beier.

## Soorten
Het geslacht Pedinothorax omvat de volgende soorten:
- Pedinothorax exiguus Beier, 1954
- Pedinothorax venezuelanus Beier, 1962